# Ожбалт
Ожбалт (словен. Ožbalt) — поселення в общині Подвелка, Регіон Корошка, Словенія. Висота над рівнем моря: 451,5 м.